# Edvard Schønberg
Edvard Schønberg (30. december 1831 i Arendal – 14. juni 1905 i Kristiania) var en norsk obstetriker. 
Schønberg tog medicinsk eksamen 1857, gjorde den sædvanlige hospitalstjeneste og studerede særligt fødselshjælp. Han ansattes 1860 ved Kristiania jordemoderskole som hjælpelærer, som reservelæge 1863 og som fast lærer 1870. 1867 blev han eksaminator der. Schønberg holdt forelæsninger over obstetrik ved universitetet 1868—69 og var 1872—73 konstitueret overlæge ved Fødselsstiftelsen. 1875 tog han doktorgraden (Om Tværlejets Behandling og Skulderfødslen), og 1876 blev han Fayes eftermand som professor og bestyrer af Fødselsstiftelsen og 
jordemoderskolen. Schønberg oprettede en til Fødselsstiftelsen knyttet poliklinik for børnesygdomme 1879. Den overførtes 1892 til Rigshospitalet. En gynækologisk poliklinik oprettede han 1884 og en gynækologisk afdeling 1896. Fra 1864 havde Schønberg været ansat i Statens Medicinalkontor, hvor han 1868 blev fuldmægtig og medicinalrevisor. 1874—75 var Schønberg konstitueret medicinaldirektør. Schønberg virkede ogsaa i Univ.’s Administration, hvor han var Formand i det akademiske Kollegium 
1884 og 1893—94. Han blev Formand for den retsmedicinske Kommission 1900 og Medlem af Nansen-Fondets Bestyrelse fra 1897. Bortset 
fra mindre Afhandlinger om obstetriciske Emner (Eklampsi, Bækkenformfejl, Fosterstillinger og praktisk Fødselshjælp) har han skrevet 
»Lærebog for Jordmødre« (1897), »Lærebog i den operative Fødselshjælp« (1899), men desuden forsk. hist. Værker, saaledes »Oversigt 
over den norske med. Litt.« (Særtryk af Jæger’s Litteraturhistorie) (1897); »Medicinens Historie« (1903).